# Multimedia over Coax Alliance
Die Multimedia over Coax Alliance (MoCA) ist eine Herstellervereinigung und ein von ihr geschaffener gleichnamiger Standard für breitbandige Datenübertragung in Heimnetzwerken über bestehende Koaxialkabel.
Die MoCA wurde 2004 gegründet und umfasst über 100 Hersteller, darunter AT&T, Broadcom, Freescale, Infineon, Intel, LG, Linksys, Motorola, Netgear, Panasonic, Samsung, STMicro, Texas Instruments und Verizon.
Version 1.0 der Bitübertragungsschicht wurde im Februar 2006 verabschiedet.
MoCA ist seit 2009 Empfehlung der Digital Living Network Alliance.
Am 15. Juni 2010 wurde MoCA 2.0 ratifiziert, welcher mit verschiedenen Modi Nettodurchsätze von bis zu einem Gigabit/Sekunde liefern kann. – Der „Basic“-Modus verarbeitet bis zu 400 Mbit/s (700 brutto) beziehungsweise 500 im Punkt-zu-Punkt-Betrieb, der „Enhanced“-Modus bis zu 800 Mbit/s (1.400 brutto) oder 1 Gbit/s Punkt zu Punkt.